# Église Saint-Rémi de Juvincourt-et-Damary
L'église Saint-Rémi-et-Sainte-Preuve est une église située à Juvincourt-et-Damary, en France. Elle a été reconstruite entre 1929 et 1933, après les destructions de la première guerre mondiale.

## Localisation
L'église est située sur la commune de Juvincourt-et-Damary, dans le département de l'Aisne.